# 張議潮
張 議潮（ちょう ぎちょう、799年 - 872年）は、西域の十余州を収復した唐の名将。張義潮・張義朝とも。沙州敦煌県の人。
安史の乱の後、吐蕃が乱に乗じて河西回廊、隴右を攻め占領した。建中2年（781年）に沙州も吐蕃の手に落ちた。
- 大中2年（848年）、組織した軍を率いて、吐蕃を駆逐し、瓜州・沙州などの地を収復した。並びに高進達等を使者として長安に派遣しこのことを朝廷に報告させた。
- 大中4年（850年）、西州（前庭）を収復した。
- 大中5年（851年）、沙州（敦煌）・瓜州（晋昌）・伊州（伊吾）・西州（前庭）・河州（枹罕）・甘州（張掖）・粛州（酒泉）・蘭州（五泉）・鄯州（湟水）・廓州（広威）・岷州（溢楽）などの十一州を収復した後、唐の宣宗は、詔して、張議潮に沙州防禦使に任じた。同年の冬、兄の張議潭を派遣して、河西十一州を献じて、唐の版図にし、唐は沙州に帰義軍を置き、張議潮を帰義軍節度使に任じた。

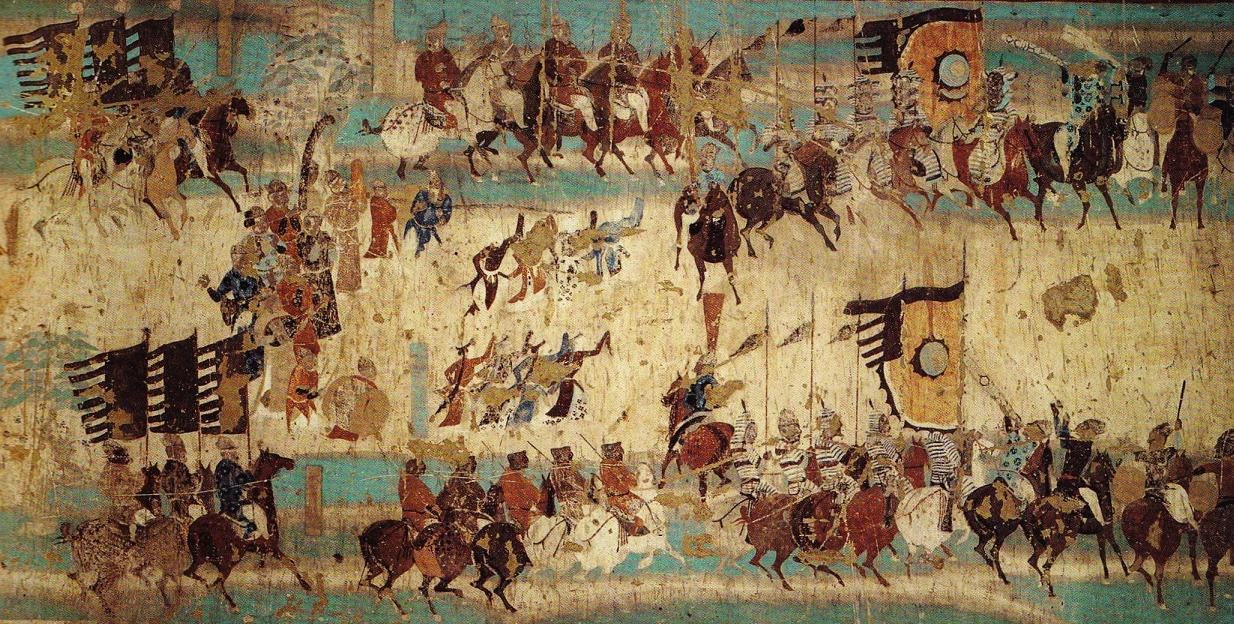
848年、張議潮将軍が吐蕃に対して勝利を得た時の凱旋図。莫高窟第156窟、唐末

- 咸通2年（861年）、涼州（姑臧）を収復した。
- 咸通8年（867年）、入朝し、河西十一州節度管内観察処置等使・金紫光禄大夫・検校吏部尚書・御史大夫・河西万戸侯に封じられた。
- 咸通13年（872年）、長安で逝去した。